# Рибейро, Педро
Педро Незио де Араужо Лопес Рибейро (порт.  Pedro Nezio de Araújo Lopes Ribeiro; род. 13 июня 1990[…], Белу-Оризонти) — бразильский футболист, полузащитник шведского «Вестероса».

## Клубная карьера
На юношеском уровне выступал за колледж «Коастал Каролина». В 2014 году был выбран «Филадельфией Юнион» под 15-м номером на драфте MLS. В её составе 16 августа того же года дебютировал в MLS в матче против «Хьюстон Динамо». Первый гол забил 14 сентября в игре с «Нью-Йорк Ред Буллз». С 2015 по 2016 год также в MLS выступал за «Орландо Сити», после чего два сезона выступал в чемпионшипе USL за «Гаррисберг Сити Айлендерс» и «Фресно».
В январе 2018 года перебрался в Швецию, где подписал двухлетний контракт с «Фреем». После одного сезона за клуб в Суперэттане, в котором он забил пять мячей в 28 матчах, Рибейро перешёл в «Вестерос». Весной 2021 года вместе с командой дошёл до полуфинала, где «Вестерос» уступил «Хеккену». В этой игре бразилец вышел в стартовом составе и на 74-й минуте получил жёлтую карточку. В сезоне 2023 года «Вестерос» занял первое место в турнирной таблице и вышел в Алльсвенскан. 1 апреля во встрече первого тура с АИК дебютировал в чемпионате Швеции.

## Достижения
Вестерос:
- Победитель Суперэттана: 2023